# Diocesi di Sicilibba
La diocesi di Sicilibba (in latino Dioecesis Sicilibbensis) è una sede soppressa e sede titolare della Chiesa cattolica.

## Storia
Sicilibba, identificabile con le rovine di Alaouine (o Alaouenine) nell'odierna Tunisia, è un'antica sede episcopale della provincia romana dell'Africa Proconsolare, suffraganea dell'arcidiocesi di Cartagine.
Sono quattro i vescovi noti di Sicilibba. Sazio prese parte al concilio di Cartagine convocato il 1º settembre 256 da san Cipriano per discutere della questione relativa alla validità del battesimo amministrato dagli eretici, e figura al 39º posto nelle Sententiae episcoporum. Il donatista Quadraziano intervenne alla conferenza di Cartagine del 411, che vide riuniti assieme i vescovi cattolici e donatisti dell'Africa romana; in quell'occasione la sede non aveva vescovi cattolici. Pretestato partecipò al concilio indetto a Cartagine nel 419 da sant'Aurelio. Infine Bonifacio prese parte al sinodo riunito a Cartagine dal re vandalo Unerico nel 484, in seguito al quale venne esiliato.
A questi vescovi, Morcelli aggiunge il donatista Onorato, menzionato nel 337. Secondo Mesnage non si tratterrebbe del nome di un vescovo, ma dell'aggettivo honoratum jugulum presente nel testo sul quale Morcelli si appoggia per identificare il vescovo Onorato.
Dal 1933 Sicilibba è annoverata tra le sedi vescovili titolari della Chiesa cattolica; dal 31 maggio 2010 il vescovo titolare è Christoph Hegge, vescovo ausiliare di Münster.

## Cronotassi

### Vescovi
- Sazio † (menzionato nel 256)
  - Quadraziano † (menzionato nel 411) (vescovo donatista)
- Pretestato † (menzionato nel 419)
- Bonifacio † (menzionato nel 484 circa)

### Vescovi titolari
- Robert Louis Whelan, S.I. † (6 dicembre 1967 - 15 novembre 1968 succeduto vescovo di Fairbanks)
- Maurice Rigobert Marie-Sainte † (19 dicembre 1968 - 4 luglio 1972 nominato arcivescovo di Fort-de-France)
- Arnaldo Ribeiro † (6 novembre 1975 - 28 dicembre 1988  nominato arcivescovo di Ribeirão Preto)
- Juozapas Matulaitis-Labukas (10 marzo 1989 - 24 dicembre 1991  nominato vescovo di Kaišiadorys)
- Ruggero Franceschini, O.F.M.Cap. † (2 luglio 1993 - 11 ottobre 2004 nominato arcivescovo di Smirne)
- Joseph Thomas Konnath (5 gennaio 2005 - 25 gennaio 2010  nominato eparca di Battery)
- Christoph Hegge, dal 31 maggio 2010